# Liste der denkmalgeschützten Objekte in Szczawno-Zdrój
Grundlage dieser Liste der denkmalgeschützten Objekte in Szczawno-Zdrój (Powiat Wałbrzyski) in der Woiwodschaft Niederschlesien sind die Listen des Narodowy Instytut Dziedzictwa (NID, deutsch Nationales Institut für Kulturerbe), siehe unter NID-Listen der Woiwodschaften unter "Wykaz zabytków nieruchomych wpisanych do rejestru zabytków" - Liste der unbeweglichen Denkmäler, eingetragen im Register der Denkmäler. 
Die folgenden Angaben ersetzen nicht die rechtsverbindliche Auskunft der Denkmalbehörde.

## Denkmalgeschützte Objekte in der Stadt Szczawno-Zdrój
Die denkmalgeschützten Objekte der Stadt Szczawno-Zdrój (Bad Salzbrunn) im Powiat Wałbrzyski werden entsprechend der polnischen Denkmalliste aufgelistet.
| Lage                                              | Objekt                                | Beschreibung | NID-Nr.        | Bild                                 |
| ------------------------------------------------- | ------------------------------------- | --- | -------------- | ------------------------------------ |
| Szczawno-Zdrój (Bad Salzbrunn) (Standort)         | historisches Stadtbild Bad Salzbrunn  | historisches Stadtbild Bad Salzbrunn (13., 18., 19. und 20. Jh.) | A/2576/682/WŁ  | historisches Stadtbild Bad Salzbrunn |
| Szczawno-Zdrój, ul. Kościuszki (Standort)         | Kuranlagen und -gebäude Bad Salzbrunn | Kuranlagen (1822–1894) – Sachgesamtheit, Denkmalensemble mit Verkaufspavillon, Kurtheater, Bäderclub, Weißem Saal, Trinkhalle, Wandelhalle, Konzertmuschel, Trinkbrunnen und Badehäusern | A/4763/671/WŁ  | weitere Bilder                       |
| Szczawno-Zdrój ()                                 | Verkaufspavillon                      | Verkaufspavillon (1822–1860), gehört zu Nr. A/4763/671/WŁ |                |                                      |
| Szczawno-Zdrój, ul. Kościuszki 19 (Standort)      | Kurtheater                            | Kurtheater (1822–1860), gehört zu Nr. A/4763/671/WŁ |                | Kurtheater                           |
| Szczawno-Zdrój ()                                 | Bäderclub                             | Bäderclub (1822–1860), gehört zu Nr. A/4763/671/WŁ |                |                                      |
| Szczawno-Zdrój, ul. Kościuszki 21 (Standort)      | Weißer Saal                           | Weißer Saal (um 1894), gehört zu Nr. A/4763/671/WŁ |                | BW                                   |
| Szczawno-Zdrój, ul. Kościuszki 23 (Standort)      | Trinkhalle                            | Trinkhalle (um 1894), gehört zu Nr. A/4763/671/WŁ |                | Trinkhalle                           |
| Szczawno-Zdrój (Standort)                         | Wandelhalle                           | Wandelhalle (Elisenhalle) (um 1894), gehört zu A/4763/671/WŁ |                | Wandelhalle                          |
| Szczawno-Zdrój (Standort)                         | Konzertmuschel                        | Konzertmuschel (um 1894), gehört zu Nr. A/4763/671/WŁ |                | Konzertmuschel                       |
| Szczawno-Zdrój ()                                 | Trinkbrunnen und Badehäuser           | Kleiner Trinkbrunnen (Altan) und Badehäuser (um 1894), gehört zu Nr. A/4763/671/WŁ |                |                                      |
| Szczawno-Zdrój, ul. Spacerowa-Nizinna (Standort)  | Schwedischer Park                     | Schwedischer Park (1. Hälfte 20. Jh.) | A/4750/1388/WŁ | weitere Bilder                       |
| Szczawno-Zdrój (Standort)                         | Aussichtsturm                         | Aussichtsturm auf der Wilhelmshöhe (Wzgórze Gedymina) (1822) (nicht mehr vorhanden) | 964/WŁ         | BW                                   |
| Szczawno-Zdrój, ul. Kolejowa 8 (Standort)         | Villa                                 | Villa (1901) | A/4752/1612/WŁ | weitere Bilder                       |
| Szczawno-Zdrój, ul. Kolejowa 14 (Standort)        | Kurhaus Grand Hotel                   | Kurhaus Grand Hotel, ehem. „Schlesischer Hof“ (1908–1911) – Sachgesamtheit, zusammen mit Garten und Einfriedung                                                                          | 75/A/01/1-2    | weitere Bilder                       |
| Szczawno-Zdrój, ul. Kolejowa 14 (Standort)        | Garten                                | Garten (1908–1911), gehört zu Nr. 75/A/01/1-2 |                | Garten                               |
| Szczawno-Zdrój, ul. Kolejowa 14 (Standort)        | Einfriedung                           | Einfriedung, gehört zu Nr. 75/A/01/1-2 |                | BW                                   |
| Szczawno-Zdrój, ul. Kościuszki 5b (Standort)      | Verkaufspavillon                      | hölzerner Verkaufspavillon (1935) | A/4753/1586/WŁ | Verkaufspavillon                     |
| Szczawno-Zdrój, ul. Kościuszki 14 (Standort)      | Pension                               | ehem. Pension „Preußisches Zepter“, jetzt Wohn- und Geschäftshaus (2. Hälfte 19. Jh.) | A/4762/1618/WŁ | weitere Bilder                       |
| Szczawno-Zdrój, ul. Ogrodowa 5 (Standort)         | Pension                               | ehem. Pension „Lehrerhaus“, jetzt Sanatoriumsschule (19./20. Jh.) | 68/A/01        | weitere Bilder                       |
| Szczawno-Zdrój, ul. Ratuszowa 1, 2 (Standort)     | Pension                               | ehem. Pension „Posthof“, jetzt Büro (Mitte 19. Jh.) | 74/A/01        | weitere Bilder                       |
| Szczawno-Zdrój, ul. Sienkiewicza 1 (Standort)     | Luisenbad                             | „Łazienki Luizy“ (Luisenbad) (1898) | 73/A/01        | weitere Bilder                       |
| Szczawno-Zdrój, ul. Sienkiewicza 2 (Standort)     | Wäscherei                             | Denkmalensemble Wäscherei und Kesselhaus mit Kamin (1898, 1930) | A/5996/1       | BW                                   |
| Szczawno-Zdrój, ul. Sienkiewicza 2 (Standort)     | Kesselhaus                            | Kesselhaus mit Kamin | A/5996/2       | BW                                   |
| Szczawno-Zdrój, ul. Sienkiewicza 10 (Standort)    | Logierhaus                            | Logierhaus „Kynast“, jetzt Sanatorium „Zuch“ (2. Hälfte 19. Jh.) | 72/A/01        | weitere Bilder                       |
| Szczawno-Zdrój, ul. Sienkiewicza 44 (Standort)    | Haus                                  | Haus (18. Jh.) | A/4764/1752    | Haus                                 |
| Szczawno-Zdrój, ul. Wojska Polskiego 1 (Standort) | Kurparkhotel                          | Kurparkhotel „Preußische Krone“, Geburtshaus von Carl Hauptmann und Gerhart Hauptmann, jetzt Sanatorium „Korona Piastowska“ (1818)                                                       | A/6009         | Kurparkhotel                         |
| Szczawno-Zdrój, ul. Wojska Polskiego 5 (Standort) | Villa                                 | Villa, jetzt Sanatorium „Dąbrówka“ (1904) | 67/A/01        | Villa                                |
| Szczawno-Zdrój, ul. Wojska Polskiego 6 (Standort) | Pension                               | ehem. Pension „Sanssouci“, jetzt Sanatorium „Anka“ (1891) | 69/A/01        | weitere Bilder                       |
| Szczawno-Zdrój, ul. Nizinna 2 (Standort)          | Feuerwehrhaus                         | ehem. Feuerwehrhaus, jetzt Büros und Wohnungen (1913) | 70/A/01        | Feuerwehrhaus                        |